# Tinh vân khuếch tán

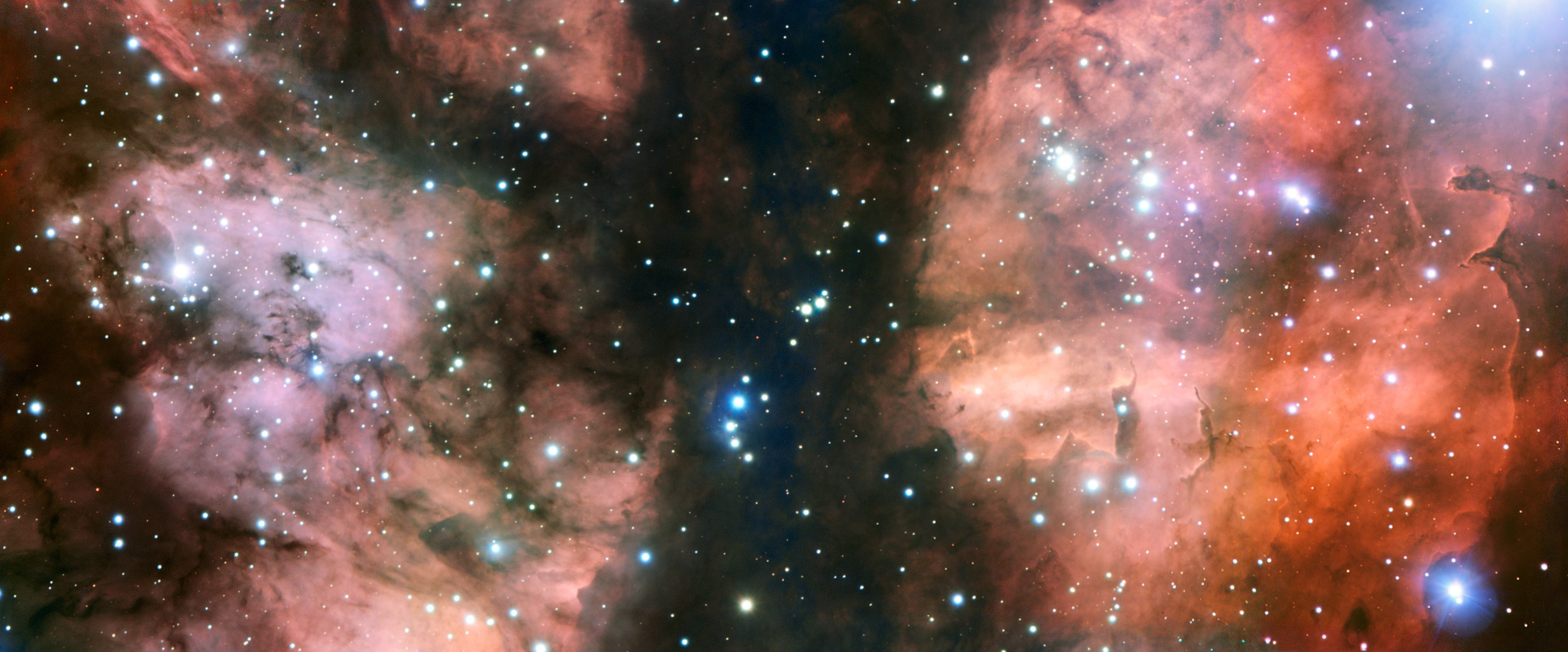
Nhìn cận cảnh tinh vân khuếch tán NGC 6357.

Tinh vân khuếch tán (tiếng Anh: Diffuse nebula) là những đám khí bụi không có ranh giới rõ ràng, chúng thường được chia làm hai loại là Tinh vân phát xạ (emission nebula) và Tinh vân phản xạ (reflection nebula).

## Phân loại

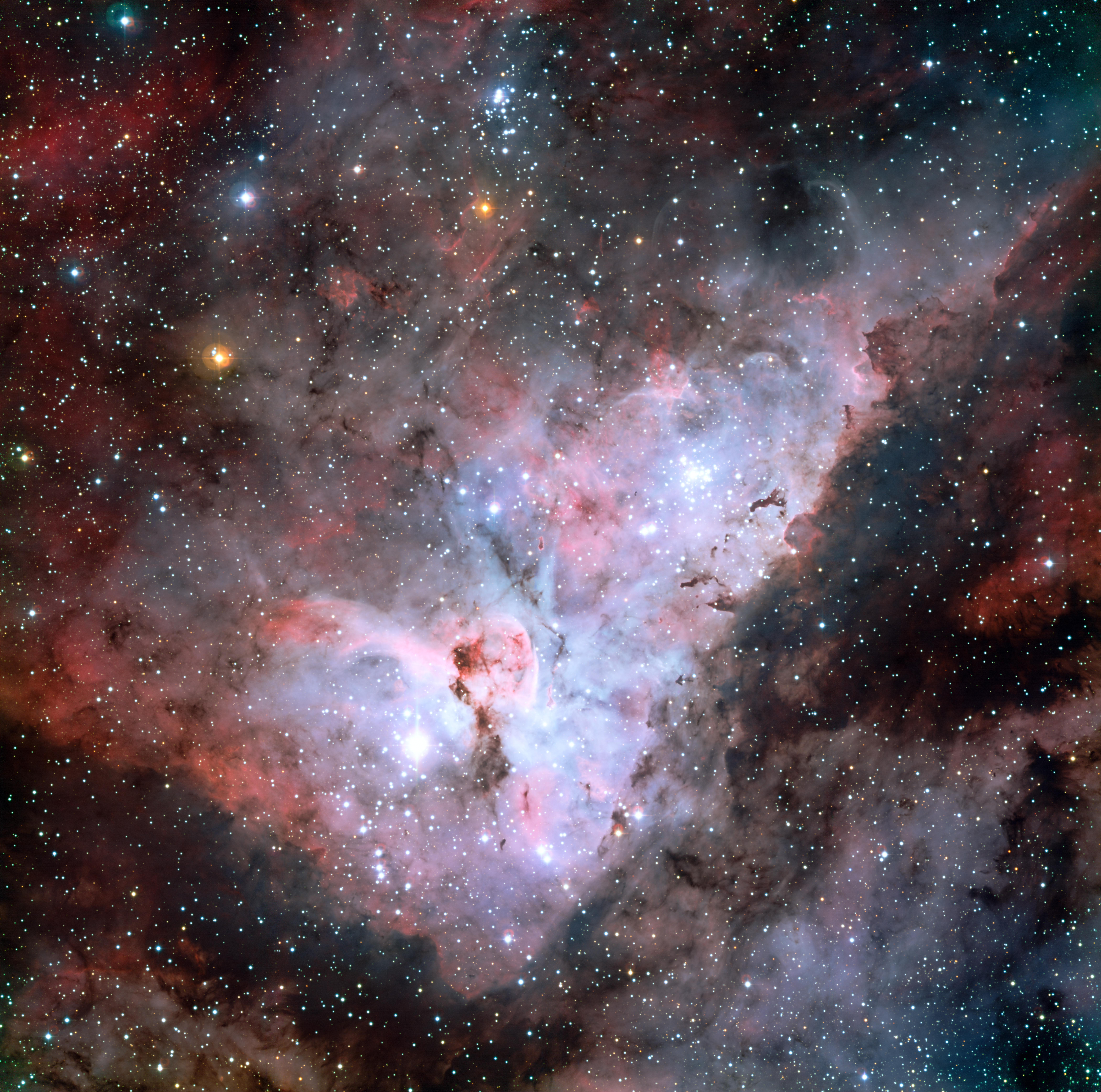
Tinh vân Thuyền Để là một tinh vân khuếch tán

### Phát xạ
Tinh vân phát xạ (tiếng Anh: emission nebula): thành phần khí và bụi của tinh vân này khi ở gần các ngôi sao lớn bị kích thích mạnh dẫn đến bị ion hoá và phát ra ánh. Nhiệt độ ở tâm các tinh vân này có thể lên đến 8000 - 10000K và đường kính khoảng vài chục đến vài trăm năm ánh sáng.

### Phản xạ
Tinh vân phản xạ (tiếng Anh: reflection nebula) những tinh vân này có được ánh sáng so với xung quanh do phản xạ ánh sáng đến từ các ngôi sao gần đó. Loại tinh vân này gồm các khí và bụi có khả năng phản xạ tốt ánh sáng. Tuy nhiên loại tinh vân này có quang phỏ kiên tục do ánh sáng là ánh sáng phản xạ còn đối với tinh vân phát xạ thì quang phổ có các vạch phát xạ do sự phát xạ kích thích. Ngoài ra ánh sáng của loại tinh vân này không mạnh như của các tinh vân phát xạ.